# Mesosmittia dolichoptera
Mesosmittia dolichoptera är en tvåvingeart som beskrevs av Wang och Zheng 1990. Mesosmittia dolichoptera ingår i släktet Mesosmittia och familjen fjädermyggor. Inga underarter finns listade i Catalogue of Life.